# Хаджи-Агакой
Хаджи-Агакой (укр. Хаджи-Агакой, крымскотат. Hacıağaköy, Хаджыагъакой) — исчезнувший населённый пункт в Симферопольском районе Крыма (согласно административно-территориальному делению РФ — на территории Добровского сельского поселения, согласно административно-территориальному делению Украины — на территории Добровского сельского совета Автономной Республики Крым). Располагался на юго-востоке района, у подножия нижнего плато Чатыр-Дага, примерно в 2 км юго-восточнее современного села Краснолесье у источника Мурза-Чокрак.

## История
Первое документальное упоминание селения встречается в Камеральном Описании Крыма… 1784 года, судя по которому, в последний период Крымского ханства Гаджи Аганын-кюй входил в Салгирский кадылык Бахчисарайского каймаканства. После присоединения Крыма к России (8) 19 апреля 1783 года, (8) 19 февраля 1784 года, именным указом Екатерины II сенату, на территории бывшего Крымского Ханства была образована Таврическая область и деревня была приписана к Симферопольскому уезду. После Павловских реформ, с 1796 по 1802 год, входила в Акмечетский уезд Новороссийской губернии. По новому административному делению, после создания 8 (20) октября 1802 года Таврической губернии, Хаджи-Агакой находился на территории Аргинской волости Симферопольского уезда. , вследствие эмиграции крымских татар в Турцию, деревня опустела и Ведомости о всех селениях в Симферопольском уезде состоящих с показанием в которой волости сколько числом дворов и душ… от 9 октября 1805 года не числится. На военно-топографической карте генерал-майора Мухина 1817 года Хаджи-Агакой обозначен без указания числа дворов. Шарль Монтандон в своём «Путеводителе путешественника по Крыму, украшенный картами, планами, видами и виньетами…» 1833 года упоминает Хаджи-Агакой, как один из пунктов на старинной дороге на перевал Кебит-Богаз. Селение ещё обозначено на карте 1836 года с 7 дворами и, как малое, на карте 1842 года, но в дальнейшем не встречается.